# Armenia Telephone Company
Die Armenia Telephone Company, kurz ArmenTel, war der größte Telekommunikationsunternehmen Armeniens. Die Firma gehört seit 2006 vollständig dem zweitgrößten russischen Mobilfunkanbieter Veon (siehe Beeline) und firmiert seit 2008 auch unter dem Namen Beeline.

## Geschichte
In der Armenischen SSR wurde die Telefonie vom Post- und Kommunikationsministerium reguliert. Das Telefonnetz wurde in der Hauptstadt Jerewan und dem Rest der Republik von jeweils einem Monopolisten betrieben. 1995 wurde die neu geschaffene Armenia Telephone Company (ArmenTel) als Monopolist für Auslandsgespräche zu 49 % an die amerikanische Firma Trans-World Telecom verkauft. 1996 fusionierte ArmenTel mit dem Betreiber des Telefonnetzes von Jerewan und 1997 mit dem Betreiber des Netzes im Rest des Landes.

### Im Besitz von OTE 1998 bis 2006
1998 übernahm der griechische Ex-Monopolist OTE 90 % von ArmenTel, die übrigen Anteile blieben bei der armenischen Regierung. Die Regierung räumte ArmenTel ein Monopol für 15 Jahre ein, während sich OTE verpflichtete, in das Festnetz, den Aufbau und die Entwicklung eines Mobilfunknetzes zu investieren. Nach eigenen Angaben hat ArmenTel allein in den Jahren 1998–2003 rund 200 Mio. US-Dollar investiert.
Allerdings wurde OTE vorgeworfen, die Monopolstellung der ArmenTel auszunutzen und bei der Privatisierung eingegangene Bedingungen unzureichend zu erfüllen. Die Internettarife waren rund dreimal so hoch wie in Georgien und Aserbaidschan. Nachdem OTE gedroht hat, sich aus ArmenTel zurückzuziehen, wurde am 4. November 2004 mit der armenischen Regierung ein Kompromiss gefunden, bei dem OTE im Festnetzgeschäft Monopolist bleibt. Im Gegenzug wurden Investitionszusagen konkretisiert und OTE willigte ein, die Monopolstellung der Mobilfunksparte ArmenTel GSM aufzugeben, woraufhin für nur 7 Mio. US-Dollar zügig eine zweite Mobilfunklizenz an die libanesische Firma VivaCell vergeben wurde.
Als am 1. Juli 2005 der neue Konkurrent in Armenien sein Mobilfunknetz in Betrieb nahm, brach das ArmenTels für Woche zusammen. Im Frühjahr 2006 wurden Kunden für fiktive Online-Telefongespräche in Länder wie Osttimor zur Kasse gebeten. ArmenTel behauptete, keine Schuld an den Rechnungen zu tragen. Prozesse sind anhängig.
ArmenTel ist der zweitgrößte Steuerzahler Armeniens (z. B. im Jahre 2005 15,3 Mrd. Dram, umgerechnet rund 28 Mio. Euro).

### Seit der Übernahme durch VimpelCom 2006
Am 3. November 2006 ging Beeline als Sieger aus einem mehrstufigen Bieterverfahren hervor, an dessen erster Etappe auch die Deutsche Telekom teilgenommen hatte, und übernahm daraufhin den Anteil von OTE für 341,9 Mio. Euro (hinzu kommen übernommene Verbindlichkeiten in Höhe von rund 40 Mio. Euro). Am 22. März 2007 gab die armenische Regierung bekannt, die restlichen 10 % der Aktien (1.883.771 Stück) für rund 28 Mio. Euro an VimpelCom zu verkaufen, d. h. zu demselben Preis, den VimpelCom vorher für die anderen Aktien bezahlt hatte.
2008 wurde schließlich der Name ArmenTel in Beeline geändert.

## Mitgliedschaften
- Internationale Fernmeldeunion